# Mattia Cerruti
Mattia Cerruti, conosciuto anche come Ceruti o Cerutti (Campo Ligure, 12 agosto 1899 – Campomorone, 15 agosto 1981), è stato un calciatore italiano, di ruolo portiere.

## Carriera
Milita nella Vogherese, nel campionato di Promozione 1920-1921, e successivamente nella Sestrese con cui partecipa alla Prima Categoria 1921-1922. Rimane in forza ai liguri anche nel successivo campionato di Seconda Divisione, dopo il declassamento seguito al Compromesso Colombo, e nel 1923 viene posto in lista di trasferimento. Passa al Derthona, con cui vince il campionato di Seconda Divisione 1923-1924 ottenendo la promozione nella massima serie; qui disputa 19 partite nella stagione 1924-1925, senza evitare la retrocessione dei piemontesi.
Lasciato il Derthona si trasferisce al Piacenza, di nuovo in Seconda Divisione, ma si svincola dalla squadra già nel novembre 1925, dopo aver disputato solamente tre partite.

## Palmarès
- Seconda Divisione: 1

Derthona: 1923-1924